# Erkan Özbey
Erkan Özbey (* 10. Februar 1978 in Rize, Türkei) ist ein türkischer Fußballfunktionär und ehemaliger Fußballspieler. Aufgrund seiner langjährigen Tätigkeiten für Bursaspor und Gençlerbirliği Ankara wird er mit diesen Vereinen assoziiert. Für die letztere Mannschaft war er auch lange Zeit als Mannschaftskapitän aktiv. Nach dem Ende seiner Spielerkarriere wurde er bei seinem letzten Verein Kızılcahamamspor zum Vereinspräsidenten gewählt und ist seither in diesem Amt tätig.

## Spielerkarriere

### Verein
Erkan Özbey begann mit dem Vereinsfußball in der Jugendabteilung von Bursa Merinosspor. 1995 wurde er beim damaligen Drittligisten in den Kader des Profiteams aufgenommen. Nachdem er hier bis zum Sommer 1995 aktiv gewesen war, wechselte er zum Erstligisten Bursaspor. Da beide Vereine in derselben Stadt ansässig sind und nicht in der gleichen Liga spielen, sind sie sich wohlwollend gesinnt. So wurde Özbey für Bursaspor als noch nicht ausreichend befunden und für eine Spielzeit an Merinosspor ausgeliehen. Nach dieser Ausleihperiode verlieh man ihn für die Spielzeit 1997/98 an den Erstligisten Kardemir Karabükspor. Hier spielte er eine erfolgreiche Saison und belegte mit seiner Mannschaft zum Saisonende den 9. Tabellenplatz. Zum Sommer 1998 zu Bursaspor zurückgekehrt, wurde er vom damaligen Trainerstab in den Mannschaftskader aufgenommen. Nach einigen Spielen als Ersatzspieler eroberte er sich schnell einen Stammplatz und behielt diesen bis zu seinem Abschied zum Sommer 2003.
Mit dem Auslaufen seines Vertrages wechselte er im Sommer 2003 zum Ligakonkurrenten zu dem Hauptstadtverein Gençlerbirliği Ankara. In diesem Verein stieg Özbey zum Mannschaftskapitän auf und spielte hier insgesamt sechs Spielzeiten. Während dieser Zeit erreichte Özbey mit seiner Mannschaft zur Saison 2004/05 den 5. Tabellenplatz und die nachfolgenden beiden Spielzeiten den 6. Tabellenplatz. In den Spielzeiten 2003/04 und 2007/08 erreichte man zweimal das Finale des Türkischen Fußballpokals, verlor aber beide Finalpartien.
Zum Sommer 2009 verließ er nach sechsjähriger Tätigkeit Gençlerbirliği und wechselte innerhalb der Provinz Ankara zu Kızılcahamamspor. Hier befand er sich drei Jahre im Mannschaftskader und beendete dann ohne einen Pflichtspieleinsatz absolviert zu haben seine aktive Profifußballerlaufbahn.

### Nationalmannschaft
Özbey lief 19-mal für die Türkische U-21 Nationalmannschaft auf. Mit seinem Team nahm er das erste Mal in der Verbandsgeschichte an einer U-21-Fußball-Europameisterschaft, der U-21-EM 2000, teil. Hier schied man jedoch bereits in der Gruppenphase aus.
Nachdem er im September 2002 sein Debüt für die zweite Auswahl der türkischen Nationalmannschaft gab, wurde er zwei Monate später im Rahmen eines Freundschaftsspiels gegen die Italienische Nationalmannschaft in den Mannschaftskader der A-Nationalmannschaft nominiert. In dieser Partie vom 20. November 2002 bestritt er sein erstes und einziges Länderspiel.

## Erfolge
- Mit Gençlerbirliği Ankara
  - 5. Tabellenplatz der Süper Lig (1): 2004/05
  - Türkischer Pokalfinalist (2): 2003/04, 2007/08
  - Achtelfinalist im UEFA-Pokal: 2003/04

- Türkische U-21-Nationalmannschaft
  - Teilnahme an der U-21-Fußball-Europameisterschaft (1): 2000